# Kholagaun (Rukum)
Kholagaun – gaun wikas samiti w zachodniej części Nepalu w strefie Rapti w dystrykcie Rukum. Według nepalskiego spisu powszechnego z 2001 roku liczył on 906 gospodarstw domowych i 5565 mieszkańców (2749 kobiet i 2816 mężczyzn).